# Tenerife
Pour les articles homonymes, voir Tenerife (homonymie).
Tenerife ou Ténériffe, en espagnol Tenerife, est une île d'Espagne faisant partie de l'archipel des Canaries, situé dans l'océan Atlantique. Il s'agit de la plus grande île de cet archipel mais aussi de la plus haute, le Teide constituant le point culminant de l'Espagne avec 3 715 mètres d'altitude. Tenerife est également l'île la plus étendue et la plus peuplée de la Macaronésie (ou îles des Bienheureux ou îles Fortunées).
Avec ses 917 841 habitants l'île est la plus peuplée d'Espagne. Elle est aussi la plus urbanisée et la plus cosmopolite des îles Canaries,. Santa Cruz de Tenerife, capitale de la province du même nom,  est la plus grande ville ; elle est aussi capitale de la communauté autonome des îles Canaries conjointement avec Las Palmas de Grande Canarie depuis 1927.
Son économie est essentiellement tournée vers le tourisme avec plus de cinq millions de visiteurs par an mais aussi l'agriculture (production de bananes, de tomates et de concombres). Elle constitue ainsi une des premières destinations touristiques en Espagne. L'île possède la plus grande économie des îles Canaries, menant le PIB (produit intérieur brut) de l'archipel,,,,.
Tenerife comporte deux sites inscrits sur la liste du patrimoine mondial de l'UNESCO : au centre, le parc national du Teide et au nord-est, la ville de San Cristóbal de La Laguna.
Tenerife possède deux aéroports, l'un au nord et l'autre au sud.

## Étymologie
Tenerife est un toponyme d'origine guanche qui dérive du berbère (langue amazighe). Il existe plusieurs versions expliquant ce toponyme dans cette langue berbère :
- Tin Irifi signifie « endroit de la soif »[réf. nécessaire] ;
- d'après le docteur en philologie et licencié en histoire Ignacio Reyes, ce toponyme signifie « mont clair » ;
- Tin N Errif signifie « celle qui est à côté », en référence à la position des îles par rapport à l'Afrique du Nord[réf. nécessaire] ;
- Tener if aurait signifié « île blanche » qui tendrait à rappeler que Pline l'Ancien la nommait dans son Histoire Naturelle (livre VI, page 204), île Nivaria c'est-à-dire « neigeuse » en raison du fait de la présence de neige perpétuelle sur certains sommets, particularité qui distinguait l'île du reste de l'archipel[15]. Dans l'Antiquité, on l'appelait également « Pluitalia » ;
- Tinerf / Thinerfe se référant au légendaire mencey Guanche Tinerfe surnommé « El Grande », qui a régné sur toute l'île avant la conquête des îles Canaries par les Espagnols[16]. L'ancien nom guanche de l'île a aussi été « Chinet », « Achinet », également écrit « Chenet » ou « Achinech ».

Le nom était autrefois orthographié Ténériffe en français. Cette graphie avec deux « f » existe également en allemand, en anglais et en suédois mais, de plus en plus, les graphies européennes reprennent l'orthographe espagnole « Tenerife ».

## Géographie

### Topographie

Animation tridimensionnelle de Tenerife.

L'archipel des îles Canaries est situé dans l'océan Atlantique, au large du Maroc et du Sahara occidental. Au nord-ouest des côtes de ce dernier territoire, à  une distance de 289 km, se situe Tenerife. L'île est la plus grande de l'archipel avec 81 km de longueur pour 45 km de largeur. Elle est d'origine volcanique et son plus grand volcan, le Teide, se trouve au centre. Cette montagne constitue le plus haut sommet d'Espagne avec 3 715 m d'altitude et à son pied se trouve l'observatoire astronomique de Tenerife. Le Nord de l'île est occupé par le massif d'Anaga et sa forêt primaire de laurisylve (l'un des derniers vestiges de forêt primaire en Europe). Le rocher de Garachico est  situé sur un îlot à 300 m au large de la localité éponyme, au nord de l'île. Le Sud, constitué par les contreforts du Teide, est subdésertique.

Cartes et vues de l’Ile
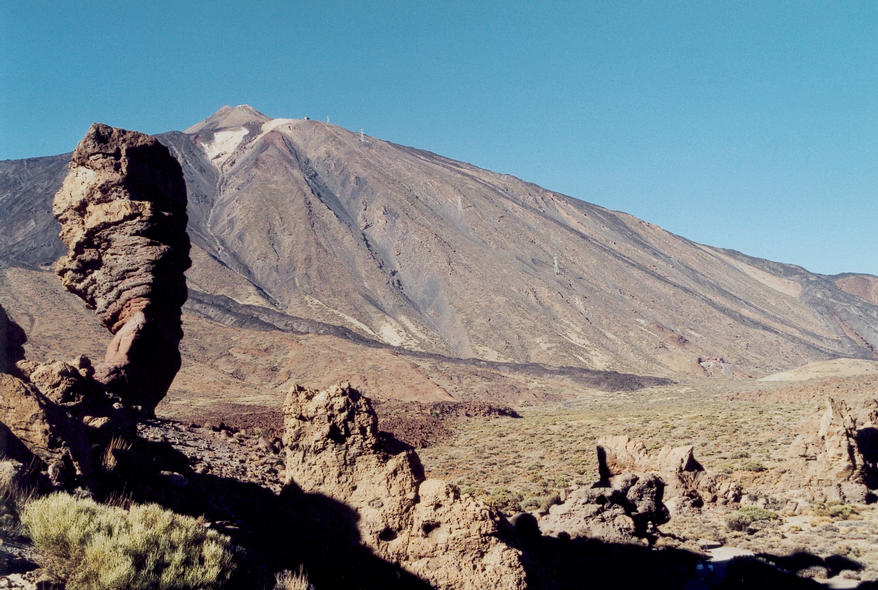
Vue du Teide.
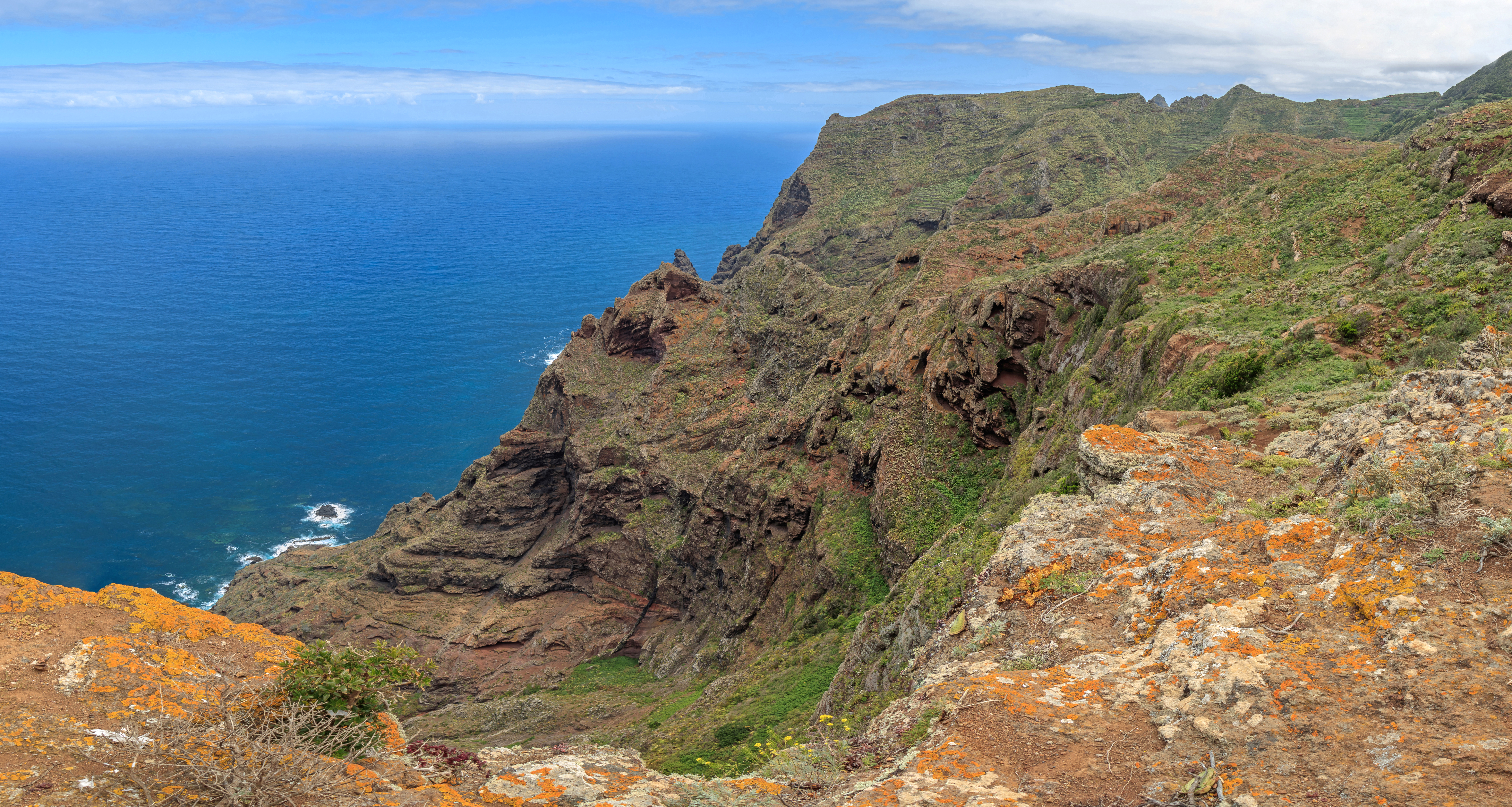
La côte à Chinamada, Tenerife. Mai 2018.
Carte topographique de Tenerife.

La caldeira de las Cañadas, le roque Cinchado, le Teide, le roques de García, à Tenerife. Mai 2018.

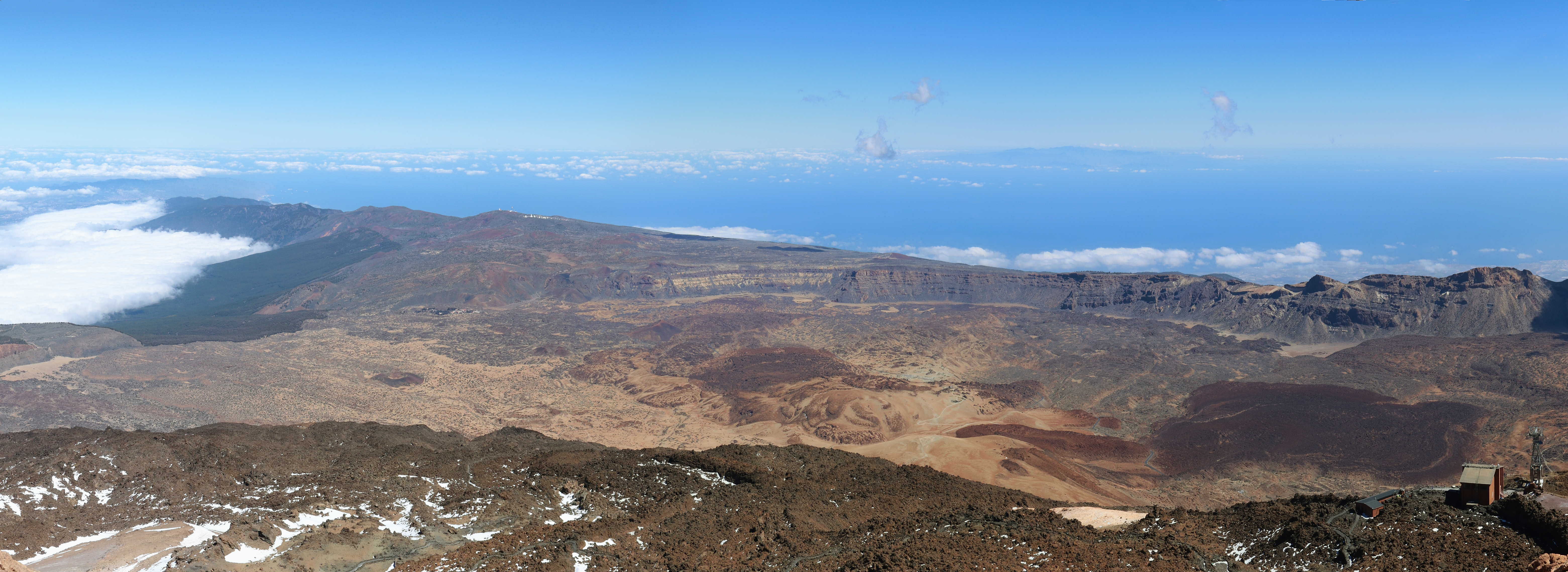
Vue de Tenerife depuis le Teide avec le parc national du Teide, l'observatoire du Teide et la Grande Canarie en mars 2021.

### Climat
Le climat y est subtropical méditerranéen selon la classification de Köppen, avec une température moyenne annuelle d'environ 22 °C, en hiver le thermomètre descend rarement en dessous de 15 °C. Le climat est contrasté sur l'île, avec une zone sèche au sud et une zone plus humide au nord, balayée par les alizés ou la calima. La neige n'est pas rare en hiver au-dessus de 1 000 mètres.
| Données climatiques   | Janv. | Fév. | Mars | Avr. | Mai | Juin | Juil. | Août | Sept. | Oct. | Nov. | Déc. |
| Heures de soleil/jour | 5,9   | 6,6  | 7,1  | 7,7  | 8,8 | 9,8  | 10,6  | 9,8  | 8,5   | 6,9  | 5,9  | 5,5  |
| Temp. air [°C] (jour) | 21    | 22   | 23   | 24   | 25  | 26   | 28    | 29   | 28    | 26   | 24   | 22   |
| Temp. eau [°C]        | 20    | 19   | 19   | 20   | 20  | 21   | 21    | 22   | 23    | 23   | 21   | 20   |
| Jours de pluie        | 5     | 5    | 5    | 3    | 1   | 0    | 0     | 1    | 1     | 3    | 5    | 6    |

### Faune et flore

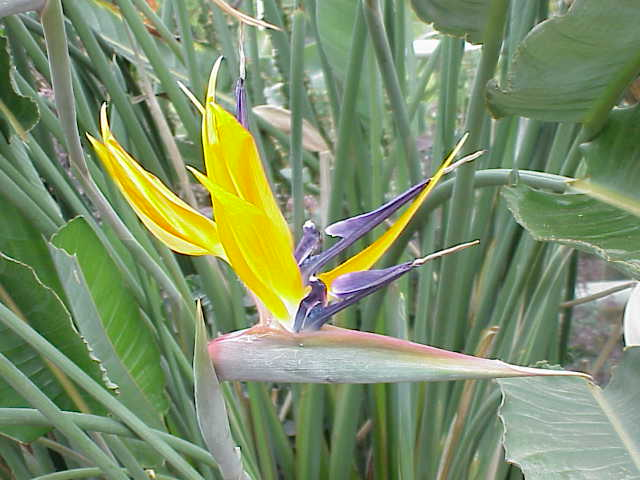
Strelitzia reginae.

Une des principales attractions touristiques de Tenerife est la présence de dauphins et de baleines globicéphales tout près du port de Los Cristianos, au sud. On peut rencontrer un grand nombre de ces animaux entre Tenerife et La Gomera où la mer atteint une profondeur de 3 000 mètres. De nombreuses embarcations proposent d'aller voir ces mammifères marins de près, les dauphins et les baleines s'approchant volontiers des bateaux.
Il y a peu de mammifères typiques sur l'île de Tenerife. Près du Teide on trouve des chats sauvages ainsi que des lapins retournés à l'état sauvage. Il n'y a jamais eu de fauves ou de serpents venimeux. On remarquera aussi les lézards qui sont nombreux sur l'île. Le monde ornithologique est plus riche avec quelques espèces typiques des îles Canaries, comme la variante sauvage du serin des Canaries (Serinus canaria) ou le pinson bleu (Fringilla teydea), le dernier est le symbole animal de Tenerife.
La végétation de Tenerife est très variée et beaucoup de plantes sont endémiques des îles Canaries comme Himantoglossum metlesicsianum, une orchidée. Ainsi le pin des Canaries (Pinus canariensis) forme d'immenses forêts à l'intérieur de l'île. Dans le sud plus désertique, on trouve une majorité d'euphorbiacées (plantes grasses similaires à des cactées, beaucoup étant autochtones) et de figuiers de Barbarie (importés pour la culture de la cochenille). Une autre espèce de plante emblématique des îles Canaries et le symbole de l'île de Tenerife est le dragonnier (Dracaena draco) dont  l'un des spécimens les plus anciens se trouve à Icod de los Vinos. Et la plupart des touristes qui ont visité l'archipel se sont émerveillés devant une fleur magnifique : « l'Oiseau du Paradis » (Strelitzia reginae), qui provient en réalité d'Afrique du Sud sans oublier la célèbre vipérine de Tenerife, aussi appelée Tajinaste, un mot d'origine amazighe.
Avant l'arrivée des aborigènes (les Guanches), les îles Canaries et en particulier l'île de Tenerife, étaient habitées par des animaux endémiques préhistoriques aujourd'hui disparus pour la plupart. Ces spécimens ont atteint des dimensions plus élevées que les tailles habituelles, c'est ce qu'on appelle le gigantisme insulaire. Parmi ces espèces, les plus connues présentes à Tenerife étaient le lézard géant (Gallotia goliath), le rat géant (Canariomys bravoi) et la tortue géante (Geochelone burchardi).

### Aires protégées
Le parc national du Teide qui date de 1954, est inscrit au patrimoine mondial de l'UNESCO depuis 2007, au titre de site naturel. Sa superficie est de 18 990 hectares. Le parc tire son nom du Teide, le volcan qui est le point culminant de l'Espagne. Il est également le troisième plus grand volcan du monde depuis sa base, après le Mauna Loa et le Mauna Kea, à Hawaï. Il est également l'un des parcs nationaux les plus visités en Europe et dans le monde.
Le massif d'Anaga dans lequel se situe le Parc rural d'Anaga, est reconnu en 2015 comme étant la réserve de biosphère ayant le plus grand nombre d'espèces endémiques en Europe.
Les autres zones naturelles importantes sont le parc naturel de la Corona Forestal qui, avec un total de 46 612,9 hectares, est la plus grande zone naturelle protégée des îles Canaries ainsi que le massif de Teno à l'extrémité ouest de l'île. On trouve aussi de plus petites aires protégées, comme le roque de Garachico, un îlot de 5 hectares environ.

## Géologie
Tenerife est le deuxième plus grand système volcanique insulaire océanique intraplaque après Hawaï. Il est plus complexe qu'Hawaï et inclut des produits plus évolués.
La naissance de Tenerife remonte à environ 12 millions d'années (Ma), avec l'émergence d'un volcan bouclier océanique mafique. Les produits émis sont des (picro)basaltes, des basanites, des hawaïites, des mugéarites et des benmoréites. Ils dérivent d'un panache mantellique spatialement varié, avec divers degrés de cristallisation fractionnée et d'interaction du magma avec la lithosphère.
Vers 3,05 Ma, un réservoir de magma phonolitique évolué se développe sous le centre de l'île, conduisant à la construction d'un premier stratovolcan (l'édifice Las Cañadas) avec des éruptions sommitales effusives et explosives. Suivent, d'environ 1,66 à 0,175 Ma, trois cycles d'activité phonolitique explosive avec formation de caldeiras (Ucanca, Guajara et Diego Hernández) et des intermèdes d'environ 180 ka (peut-être la durée nécessaire à la recharge du réservoir magmatique). La genèse des phonolites est complexe, impliquant la cristallisation fractionnée, la fusion partielle de la croûte insulaire (conduisant à des plutons syénitiques), et le recyclage de mushs.
Deux stratovolcans (Teide et Pico Viejo) se développent ensuite le long du bord nord du complexe des caldeiras, d'abord basaltiques puis de plus en plus phonolitiques et explosifs, annonçant peut-être le début d'un nouveau cycle. Parallèlement, le volcanisme basaltique de construction de bouclier se poursuit sur les flancs jusqu'aux temps historiques à travers de multiples éruptions monogéniques le long des zones de rift linéaires du nord-ouest et du nord-est, et une zone volcanique sud plus diffuse. Les styles éruptifs incluent des éruptions fissurales, des cônes monogéniques de scories et de laves basaltiques, des retombées pliniennes de cendres et de ponces phonolitiques et des éruptions pyroclastiques formant des nuées ardentes. Des glissements de terrain majeurs accompagnent certaines des grandes éruptions explosives, sans qu'on puisse déterminer s'ils en sont la cause ou l'effet.
Au XVIIIe siècle, une éruption du volcan Trevejo détruit une grande partie de Garachico et de son port.

## Histoire

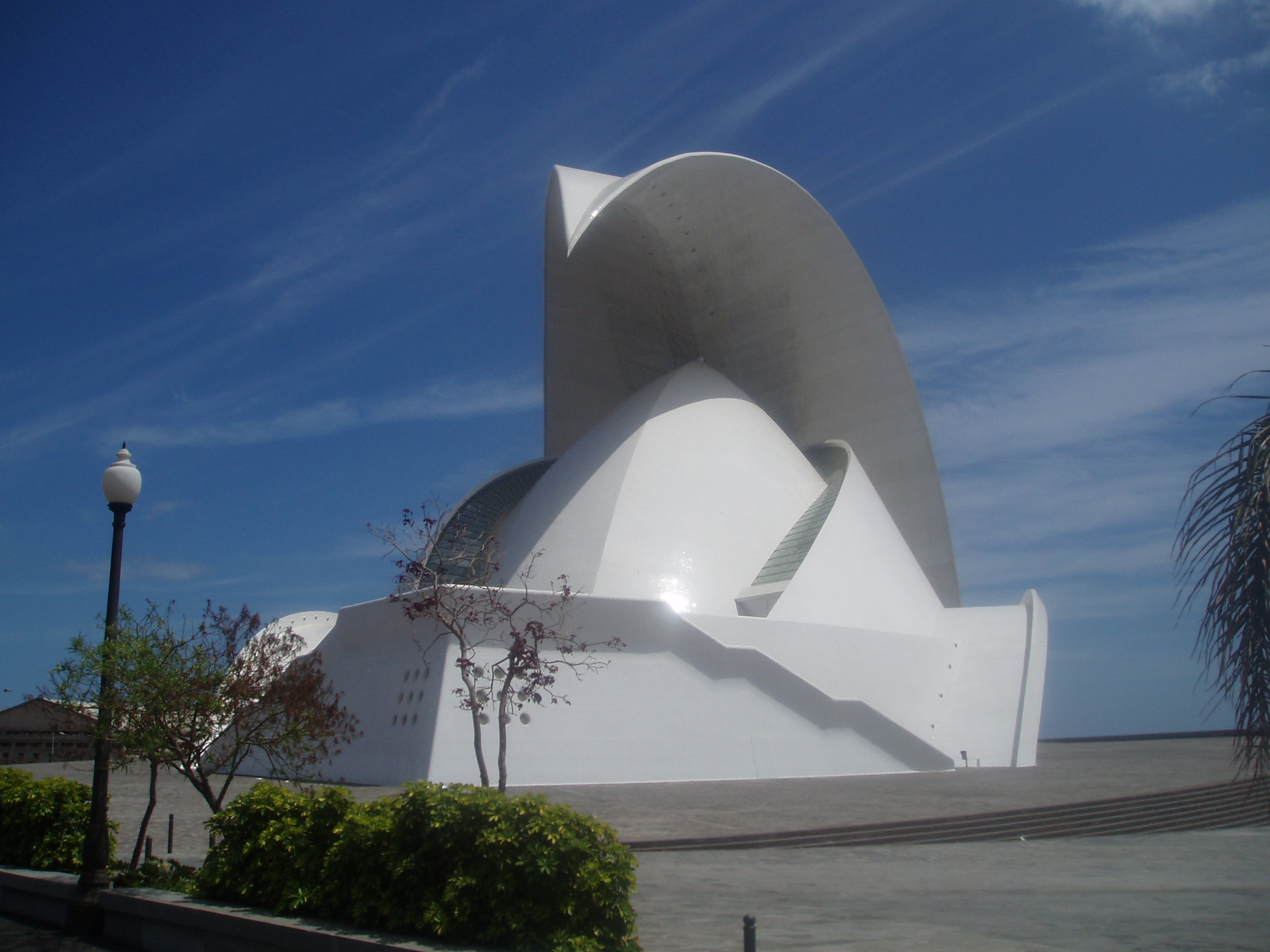
Auditorium de Tenerife.

Tenerife, comme toutes les îles Canaries, est peuplée par les Guanches, ethnie punico-berbère. Un des chefs les plus puissants de Tenerife, au XVe siècle, Tinerfe, répartit avant sa mort l'île entre ses neuf fils.
En 1483, les habitants de Grande Canarie, l'île voisine, se rendent aux Espagnols, et Tenerife reste la dernière grande île à résister à la conquête castillane.
L'archipel des Canaries est un passage obligé sur la route maritime vers l'Inde et la Chine, par le contournement de l'Afrique.
La traversée de l'Océan atlantique, la Mer des Ténèbres, pour rejoindre l'Inde et la Chine, demeure une possibilité terrifiante. Avec la découverte de l'Amérique par Christophe Colomb en 1492, les îles Canaries acquièrent une importance stratégique, en tant que dernière escale européenne avant la traversée de l'Atlantique.
En 1494, Alonso Fernández de Lugo débarque à Tenerife et fonde un poste avancé qui deviendra Santa Cruz de Tenerife.
Contrairement à son précédent débarquement, un an auparavant, sur l'île de La Palma, il essuie une défaite sanglante contre les Guanches à La Matanza de Acentejo.
Le 25 décembre 1495, les Guanches sont définitivement vaincus par les Espagnols à La Victoria de Acentejo. Désormais, tout l'archipel est soumis à la couronne espagnole. Les Guanches survivants se mélangent alors avec les conquérants et disparaissent en tant qu'ethnie. La Laguna devient la capitale de Tenerife et des îles Canaries.
À partir de ce moment-là, Tenerife est une base importante sur la voie de navigation entre l'Espagne et les Amériques.
L'Angleterre, qui a également des intérêts dans le nouveau monde, convoite les îles Canaries. En 1657, l'amiral anglais Robert Blake remporte le 20 avril 1657 la dernière victoire de sa carrière en anéantissant un convoi d'or espagnol lors de la bataille de Santa Cruz de Tenerife.
En 1689, le religieux français Jean-Baptiste Gaby en route pour la Nigritie fait étape dans l'île ; il décrit les insulaires comme .
En 1706, sous les ordres de l'amiral John Jennings, les Anglais essayent de conquérir le port de Santa Cruz de Tenerife, mais en vain.
En 1778, Charles III d'Espagne donne, à Santa Cruz de Tenerife, le privilège de faire du commerce avec l'Amérique.
En 1792 est créée la première université des îles Canaries, à La Laguna.
En 1797, l'amiral britannique Nelson perd son bras droit lors d'une nouvelle attaque infructueuse lancée contre Santa Cruz de Tenerife ; c'est la principale défaite que connut Nelson lors de sa carrière militaire.
En 1822, Santa Cruz de Tenerife devient la capitale de l'ensemble des îles Canaries. Elle conserve ce statut jusqu'en 1927.
En 1935, se tient une exposition surréaliste, avec André Breton, Benjamin Peret, Jacqueline Lamba, Oscar Dominguez.
En 1936, le général Franco lance son putsch depuis Tenerife, où il a été nommé par défaut. La guerre d'Espagne n'atteint pas les îles Canaries mais l'isolement économique sous la dictature a des conséquences très négatives. À cette époque, seules des bananes sont exportées vers le continent européen.
En 1975, après le retour à la démocratie, Tenerife et les autres îles de l'archipel obtiennent plus d'autonomie et le tourisme gagne de plus en plus d'importance.
Le pire accident de l'histoire aérienne civile mondiale a lieu sur l'aéroport TFN - Los Rodeos le 27 mars 1977. La collision au sol de deux Boeing 747 des compagnies néerlandaise KLM et américaine Pan Am, en partie due au brouillard, fait 583 morts. Cet accident, connu sous le nom d'accident aérien de Tenerife, a lieu un an avant l'inauguration de l'aéroport TFS Reina Sofia au sud de l'île, plus sûr, car construit dans un environnement climatique très sec et agréable toute l'année. Ce nouvel aéroport de grande capacité en 1978, et l'autoroute TF-1, contribuent au développement touristique du sud. L'aéroport nord, toujours en service, conserve une activité réduite, principalement espagnole.
En 1982, les îles Canaries obtiennent le statut de communauté autonome d'Espagne. Les villes de Santa Cruz de Tenerife et de Las Palmas de Grande Canarie se partagent le siège du gouvernement de la communauté autonome, en se relayant à cette responsabilité tous les quatre ans.

## Administration

Drapeau de Tenerife.

Tenerife, incluse dans la province de Santa Cruz de Tenerife, est divisée en 31 municipalités :
- Adeje
- Arafo
- Arico
- Arona
- Buenavista del Norte
- Candelaria
- Fasnia
- Garachico
- Granadilla de Abona
- La Guancha
- Guía de Isora
- Güímar
- Icod de los Vinos
- La Matanza de Acentejo
- La Orotava
- Puerto de la Cruz
- Los Realejos
- El Rosario
- San Cristóbal de La Laguna
- San Juan de la Rambla
- San Miguel de Abona
- Santa Cruz de Tenerife (capitale)
- Santa Úrsula
- Santiago del Teide
- El Sauzal
- Los Silos
- Tacoronte
- El Tanque
- Tegueste
- La Victoria de Acentejo
- Vilaflor

## Économie

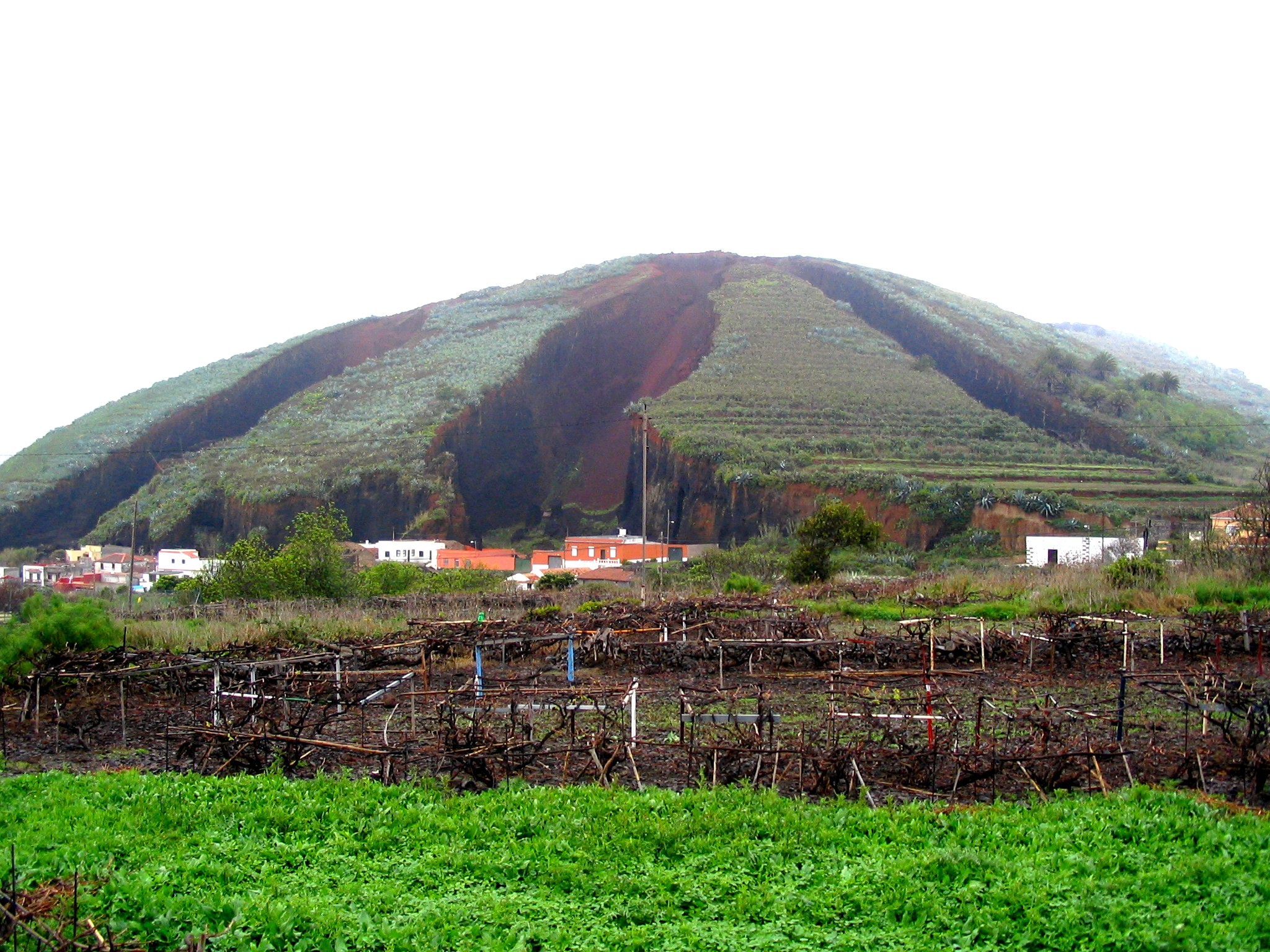
Carrières de cendre volcanique, El Palmar. La terre brune, ou « picòn » retirée de cet ancien cône volcanique est épandue sur les champs pour améliorer leur pouvoir de rétention d’eau.

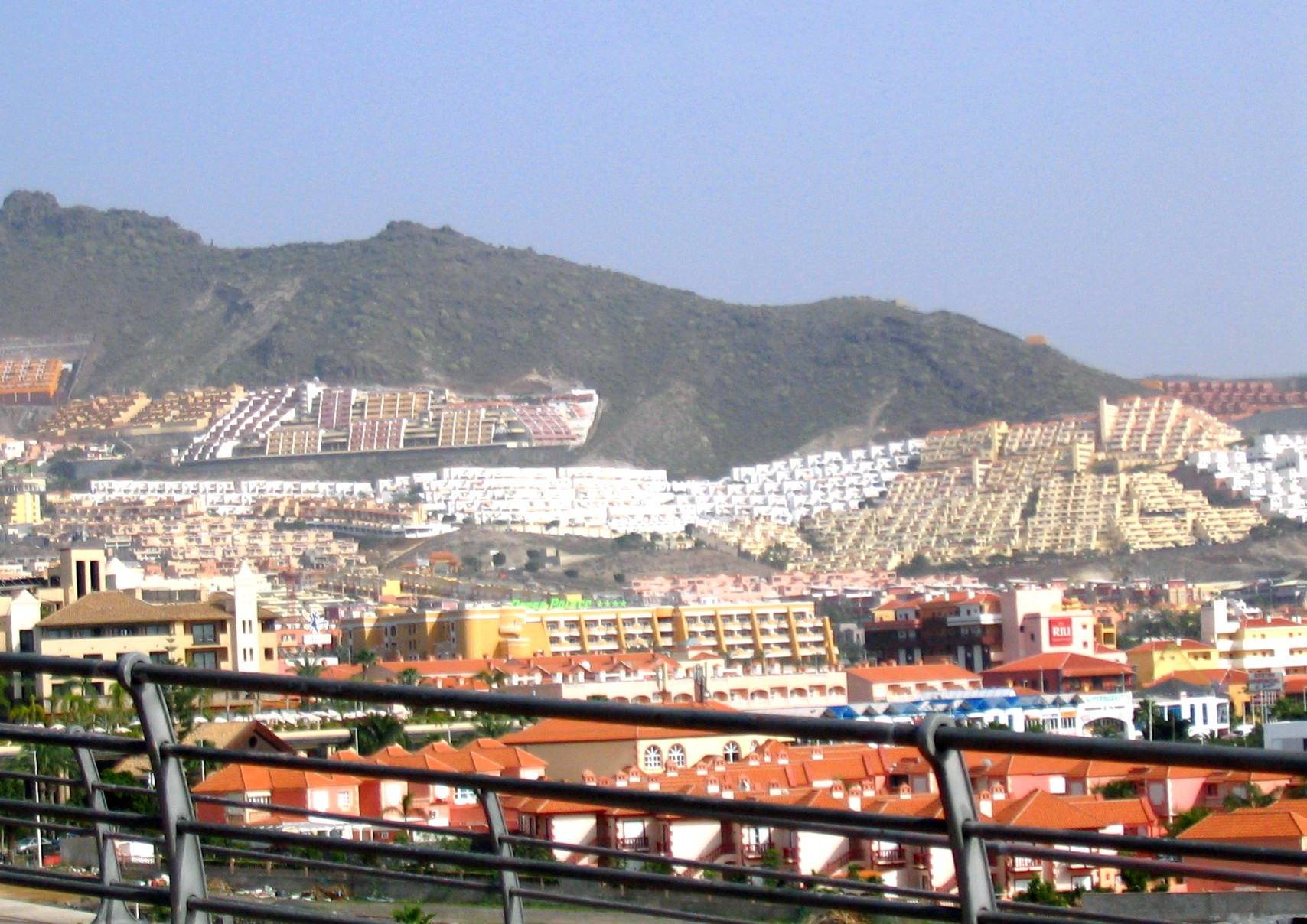
Urbanisation intensive de Playa de las Américas.

### Agriculture
Autrefois considérée comme exceptionnellement fertile (par exemple selon Jean-Baptiste Gaby, supérieur du couvent de l'observance de Saint-François de Loches qui évoque l'île lors d'un voyage qu'il effectue en 1689), avec une économie essentiellement axée sur l'agriculture et la pêche, l'économie de l'île a pris le tournant du tourisme de masse à partir des années 1960. Les premières urbanisations ont été réalisées sur la côte nord (Puerto de la Cruz).
L'agriculture ne représente plus que 10 % du PIB de l'île, mais son rôle est beaucoup plus important dans le maintien du tissu social et des structures paysagères traditionnelles.
Les cultures traditionnelles, amandiers en terrasses, agrumes et surtout bananeraies ont laissé la place à des complexes touristiques et à leurs services associés. Cette frénésie immobilière, amplifiée par l'engouement des touristes britanniques et allemands s'est poursuivie sur la côte sud avec de rares accalmies jusqu'aux années 2000. Une nouvelle poussée de programmes a bénéficié du boom immobilier qui a soutenu la croissance espagnole au début du XXIe siècle. De nombreuses constructions mais aussi des ensembles complets ont ainsi vu le jour sur des sites théoriquement protégés, la lenteur des décisions administratives de classement ne pouvant concurrencer l'efficacité des promoteurs.
Tenerife comporte un réseau hydrographique particulier constitué de 1 700 kilomètres de galeries pour la filtration des eaux souterraines, se terminant par des réservoirs de pompage. La distribution et la collecte de l'eau sont laissées à la responsabilité des propriétaires privés et le paysage se trouve sillonné de tuyauteries, installées le long des routes et au fond des ravins, pour alimenter habitations et cultures.

### Tourisme
Tenerife est également connu pour être une destination touristique en Espagne et au-delà, recevant plus de cinq millions de touristes chaque année et donc être la principale destination touristique dans les îles Canaries et l'une des plus importantes en Espagne et au monde.
Actuellement, la municipalité d'Adeje dans le sud de l'île a la plus forte concentration d'hôtels 5 étoiles en Europe et a également ce qui est considéré comme le meilleur hôtel de luxe en Espagne selon World Travel Awards.
La région sud-ouest de l'île, proche de l'aéroport international de Reina Sofia, comporte les stations les plus importantes. Los Cristianos et Playa de las Américas belles plages de sable noir, concentrent à elles seules 65 % du potentiel hôtelier de l'île[réf. nécessaire]. En 2012, 4 900 817 touristes ont visité l'île de Tenerife (3 715 809 étrangers et 1 185 008 Espagnols) ; la majorité de ces touristes étrangers étaient originaires des îles Britanniques (44,1 %), d'Allemagne (15,4 %), des pays nordiques (12,4 %), des Pays-Bas (4,1 %), de France (3,9 %), de Russie (3,8 %), de Belgique (3,7 %), d'Italie (2,6 %) et de Suisse (1,2 %).

Images typiques de Tenerife
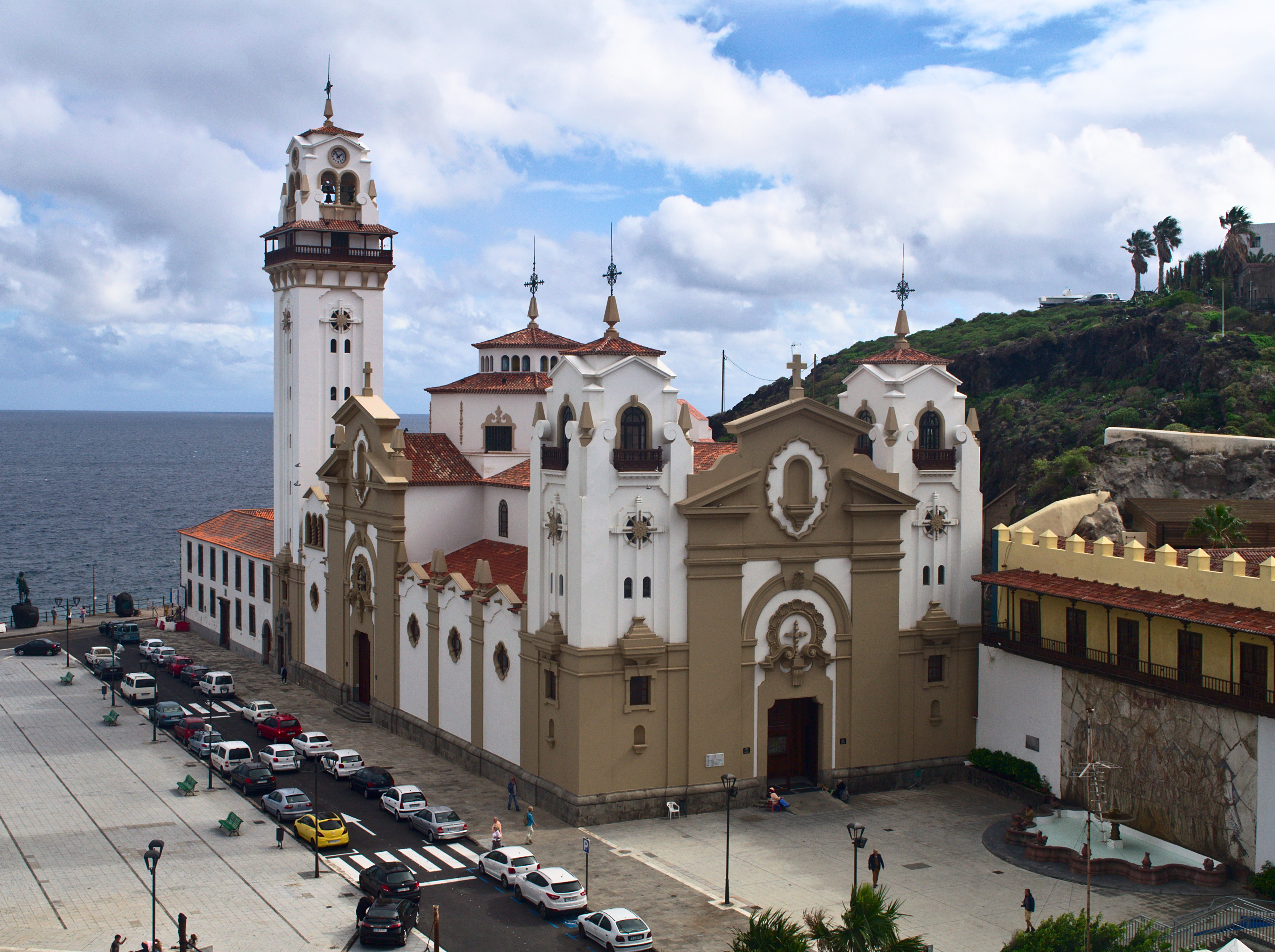
Basilique de la Candelaria, sanctuaire de la sainte patronne des îles Canaries, la Vierge de la Candelaria.
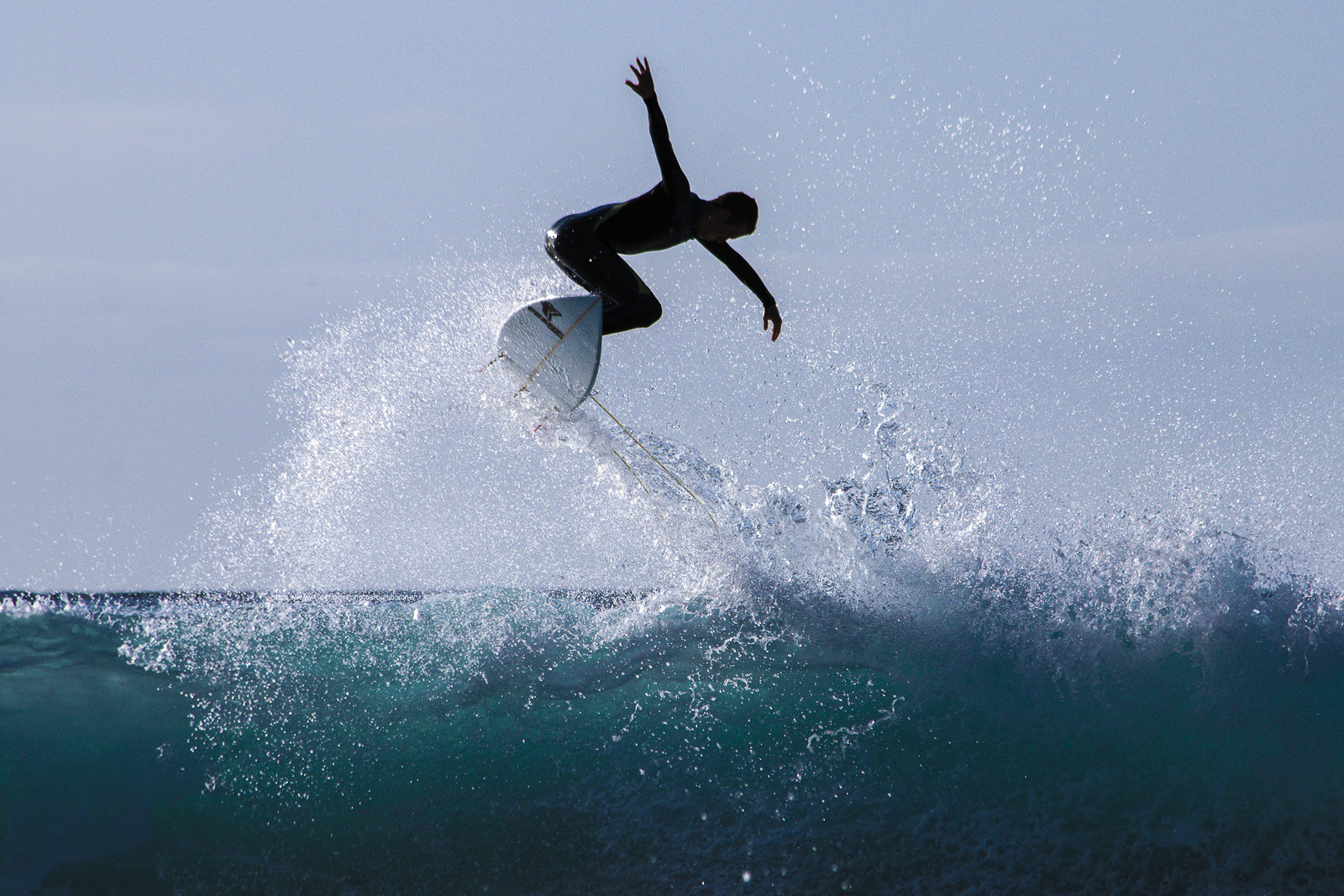
Surf à Tenerife. Septembre 2017.

De nombreuses activités s'offrent aux vacanciers :
- le parc national du Teide et ses multiples randonnées, le parc régional de Masca et les falaises de Los Gigantes par exemple[35] ;
- la pratique de la voile, du kite surf ou de la plongée sous-marine[36] ;
- observation des cétacés qui résident entre Tenerife et La Gomera[37] ;
- les monuments La Orotava, San Cristóbal de La Laguna ;
- le Carnaval de Santa Cruz de Tenerife, en février ;
- la visite de Santa Cruz de Tenerife (la capitale) ;
- la Basilique de la Candelaria dans laquelle on peut voir une statue de la sainte patronne des îles Canaries, Nuestra Señora de Candelaria ;
- les pyramides de Guimar[38] ;
- les parcours de golf[39] ;
- le musée de la Nature et de l'Homme de Santa Cruz de Tenerife qui possède la plus grande collection existante de la culture guanche du monde.
- le Temple maçonnique de Santa Cruz de Tenerife, c'est l'un des rares temples maçonniques n'ayant pas été détruits sous le régime de Franco. Il était le plus grand centre maçonnique de l'Espagne jusqu'à l'occupation par l'armée du régime de Franco[40] ;
- le Loro Parque, un des parcs zoologiques les plus fréquentés d'Espagne, comprenant notamment un delphinarium présentant des orques et des grands dauphins ;
- l'Aqualand Costa Adeje, un parc aquatique (avec piscines, toboggans aquatiques...) comprenant aussi un delphinarium.

#### Sites historiques

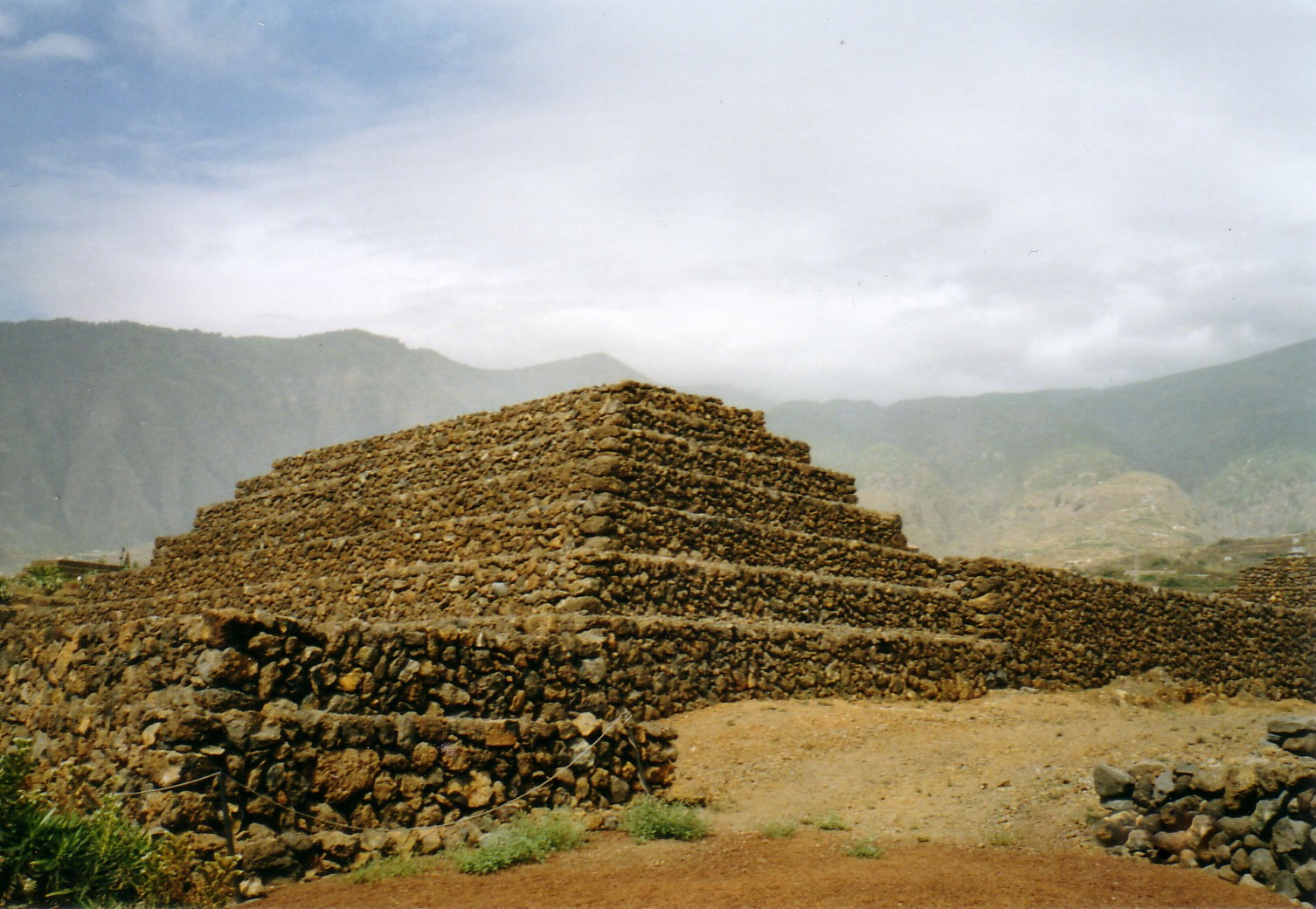
Une des six pyramides de Güímar.

La plupart des centres historiques de Tenerife se trouvent dans le nord. L'île a bien restauré son patrimoine architectural (temples, édifices civils et religieux, édifices de style canarien etc). Les plus belles villes sont celles de La Laguna, classée patrimoine de l'Humanité par l'Unesco et de La Orotava où l'on peut voir de belles maisons typiques à balcons.
Les pyramides de Güímar se trouvent dans le village de Güímar situé sur la côte est de l’île de Tenerife. Elles restent toujours un sujet de polémique pour les archéologues. Il y a six pyramides à marches ressemblant beaucoup aux pyramides construites par les Mayas et les Aztèques au Mexique, mais elles ont cependant été érigées au XIXe siècle. En 1977, l'ethnologue norvégien Thor Heyerdahl s'y est intéressé, attirant ainsi l'attention du monde entier sur ces curieux monuments.

#### Randonnée

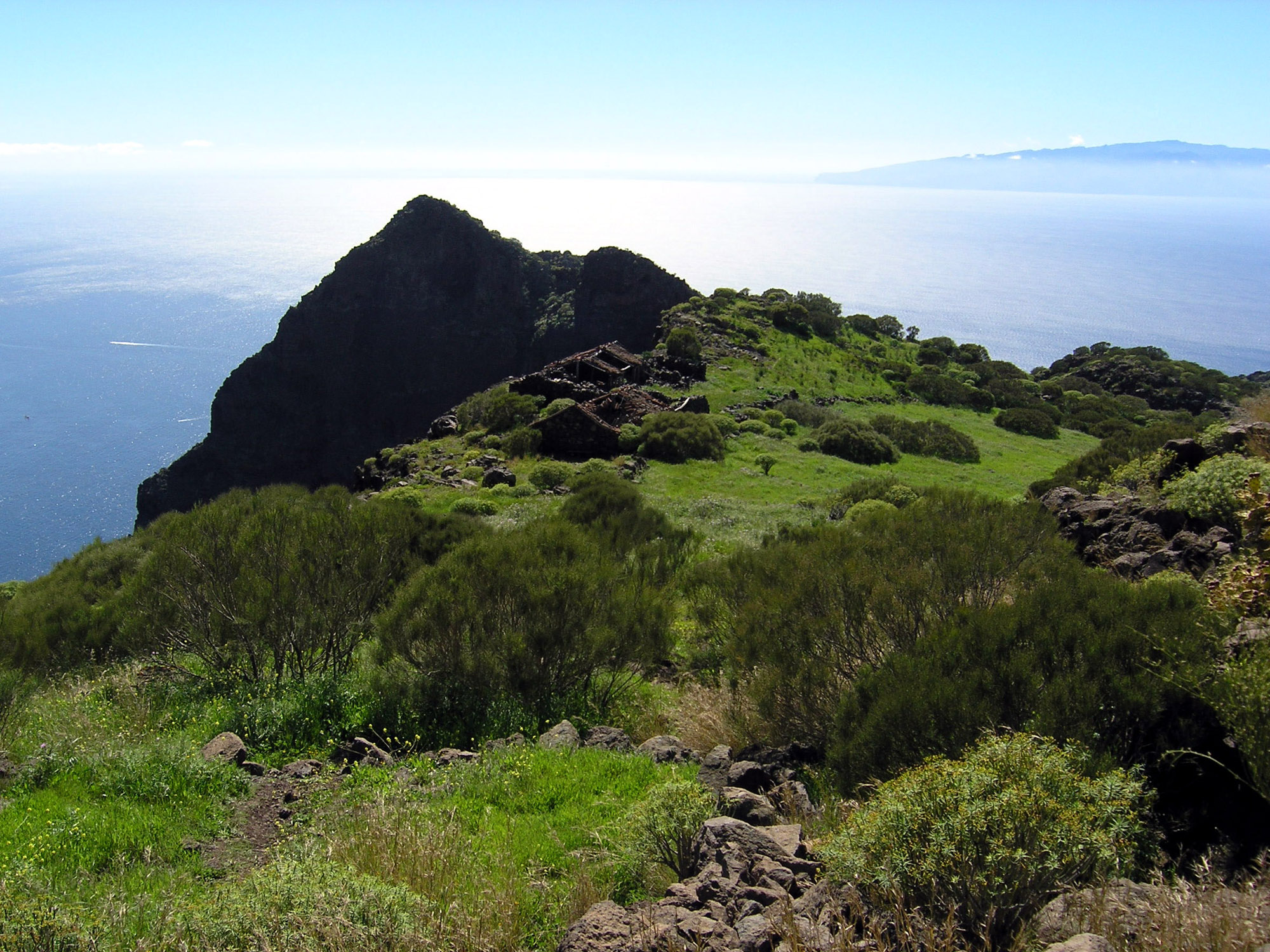
Finca de Guergues.

On peut facilement pratiquer la randonnée à Tenerife grâce aux 4 000 km d'itinéraires. Les randonnées peuvent se faire avec ou sans guide et il y en a pour tous les niveaux. Les meilleures excursions sont celles du Parc National du Teide, Parc naturel d'Anaga, Parc rural de Teno, le village de Masca, les falaises de los Gigantes et la vallée de La Orotava. On peut aussi découvrir l'île tout en rencontrant la population. Plus éloignés des grands complexes touristiques du sud, on trouve de beaux hébergements de charme avec des maisons et hôtels ruraux dans le nord de l'île et l'arrière-pays (grâce au patrimoine historique et aux nombreux villages typiques). On peut par exemple séjourner dans d'anciennes maisons transformées en hôtels et situés au milieu de vignobles ou de bananeraies (El Guincho ou Garachico),.

## Culture

### Célébrations et festivités
Tenerife offre une vie culturelle animée avec de nombreux spectacles et manifestations culturelles (la plupart en plein air). Les lieux accueillant le plus d'évènements culturels sont Santa Cruz de Tenerife et La Laguna ainsi que l'auditorium de Tenerife. Les fêtes les plus connues sont les Romerias (fêtes patronales dans les villages) et le carnaval de Santa Cruz de Tenerife. Il est considéré comme étant le deuxième carnaval le plus populaire du monde après celui de la ville de Rio de Janeiro, et est même jumelé à celui-ci pour cette raison. Le tourisme est à ce moment-là aussi important que celui présent en été. Le carnaval, en 1980, a été déclaré fête d'intérêt touristique international et n'est pas loin d'obtenir une place dans le registre du Patrimoine mondial.
Un autre festival important est celui de la Vierge de la Candelaria (patronne des îles Canaries) tenue à Tenerife deux fois par an : 2 février et 15 août. On notera en particulier, ils sont faits des pèlerinages à la Basilique de la Candelaria.
D'autres festivals sont le Christ de La Laguna (14 septembre) à San Cristóbal de La Laguna, Corpus Christi (y compris ceux qui sont détenus à La Orotava et San Cristóbal de La Laguna) et diverses Romerías organisées dans les différentes municipalités de l'île, surtout en été : la romería à Saint Isidore le Laboureur à Los Realejos, la Romería de la Vierge dels Secours à Güímar, Saint Benoît à San Cristóbal de La Laguna, Saint Roch à Garachico, etc.

Carnaval et décorations
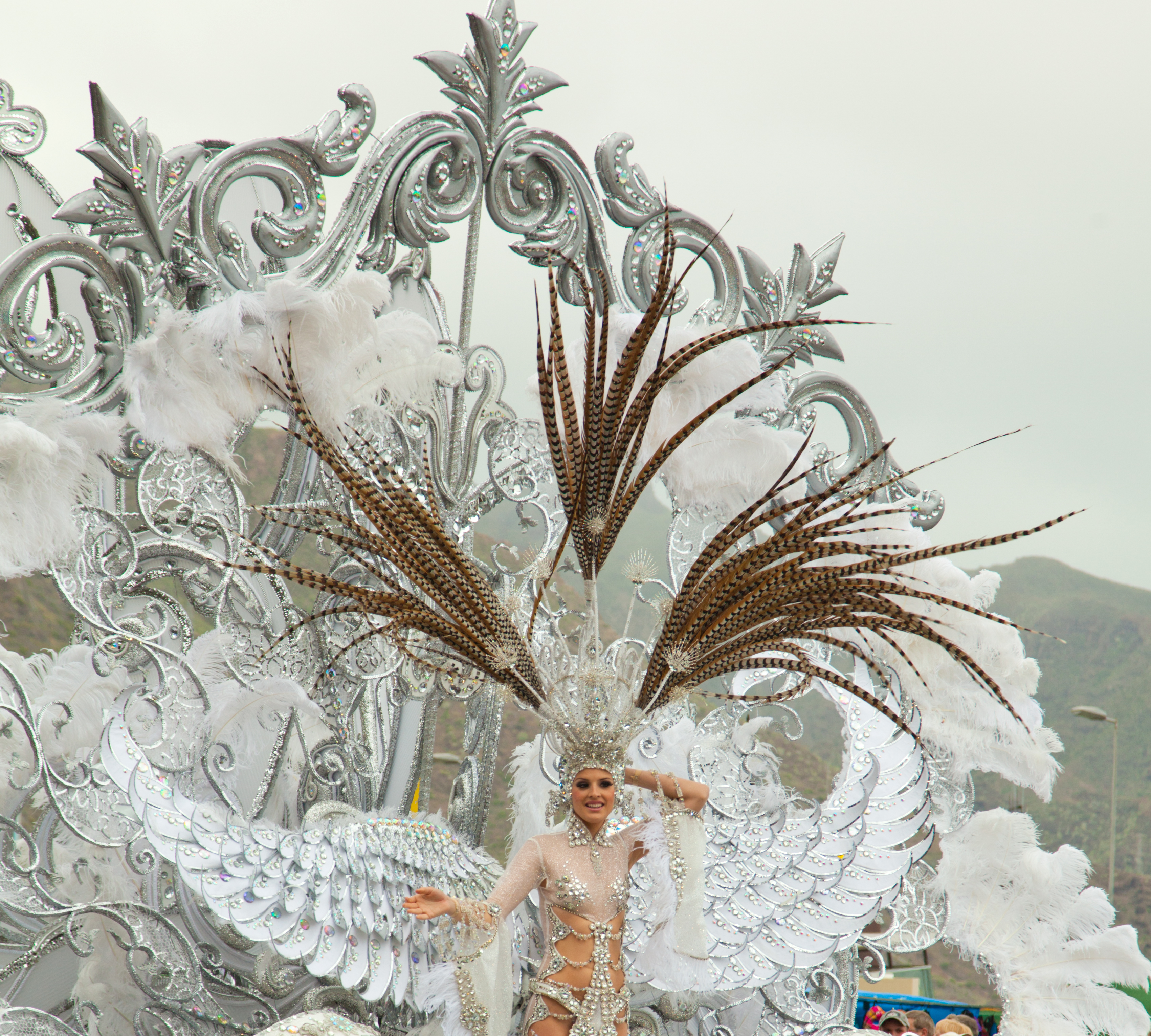
Reine du carnaval de Santa Cruz de Tenerife, 2012.
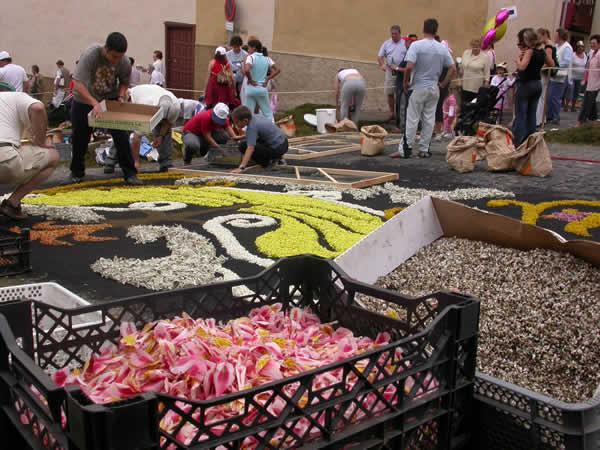
Fabrication de tapis de fleurs à La Orotava.

### Symboles naturels
Les symboles naturels de Tenerife sont: Fringilla teydea (Pinson bleu) et Dracaena draco (Drago).

Symboles naturels
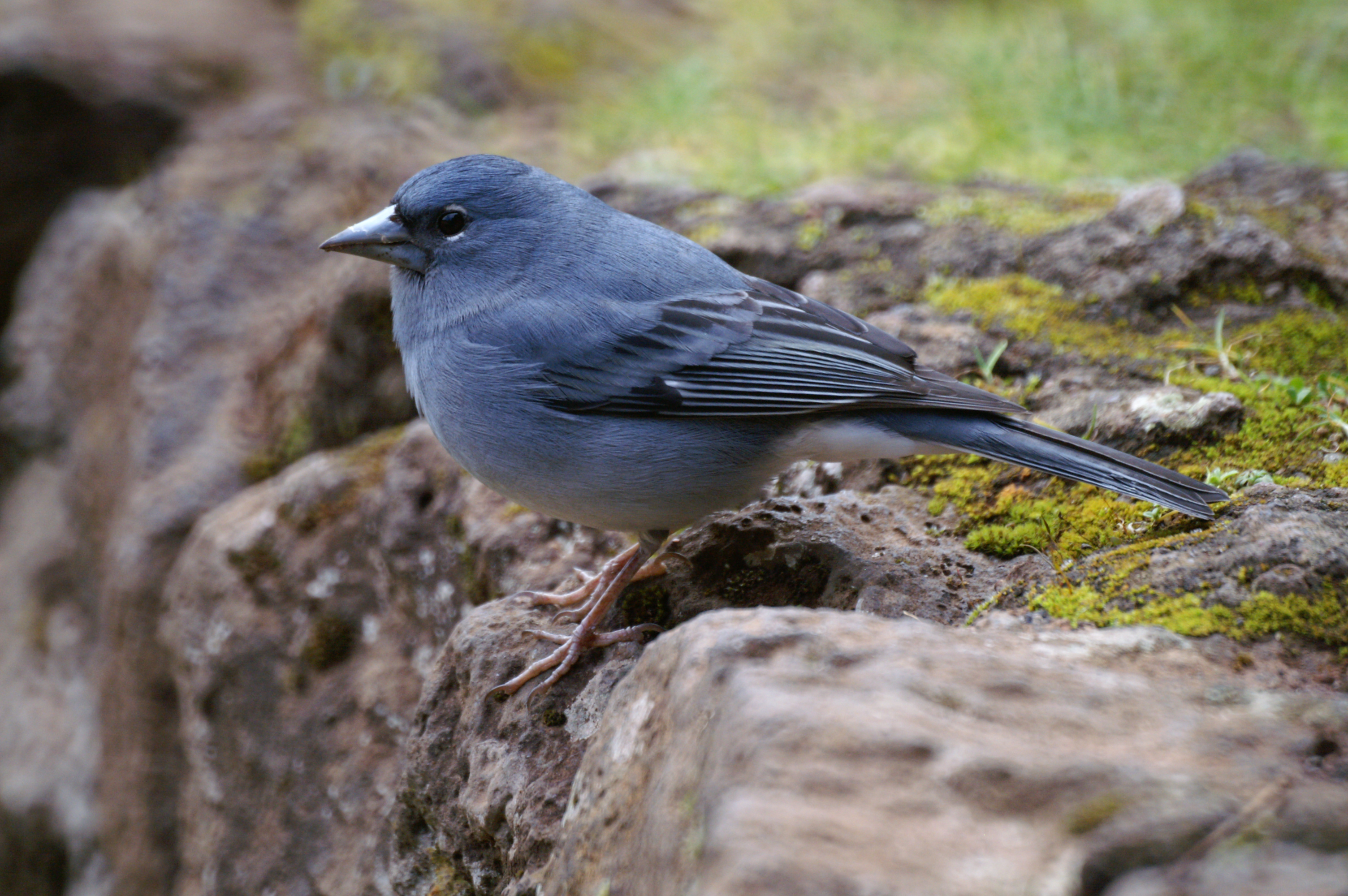
Fringilla teydea
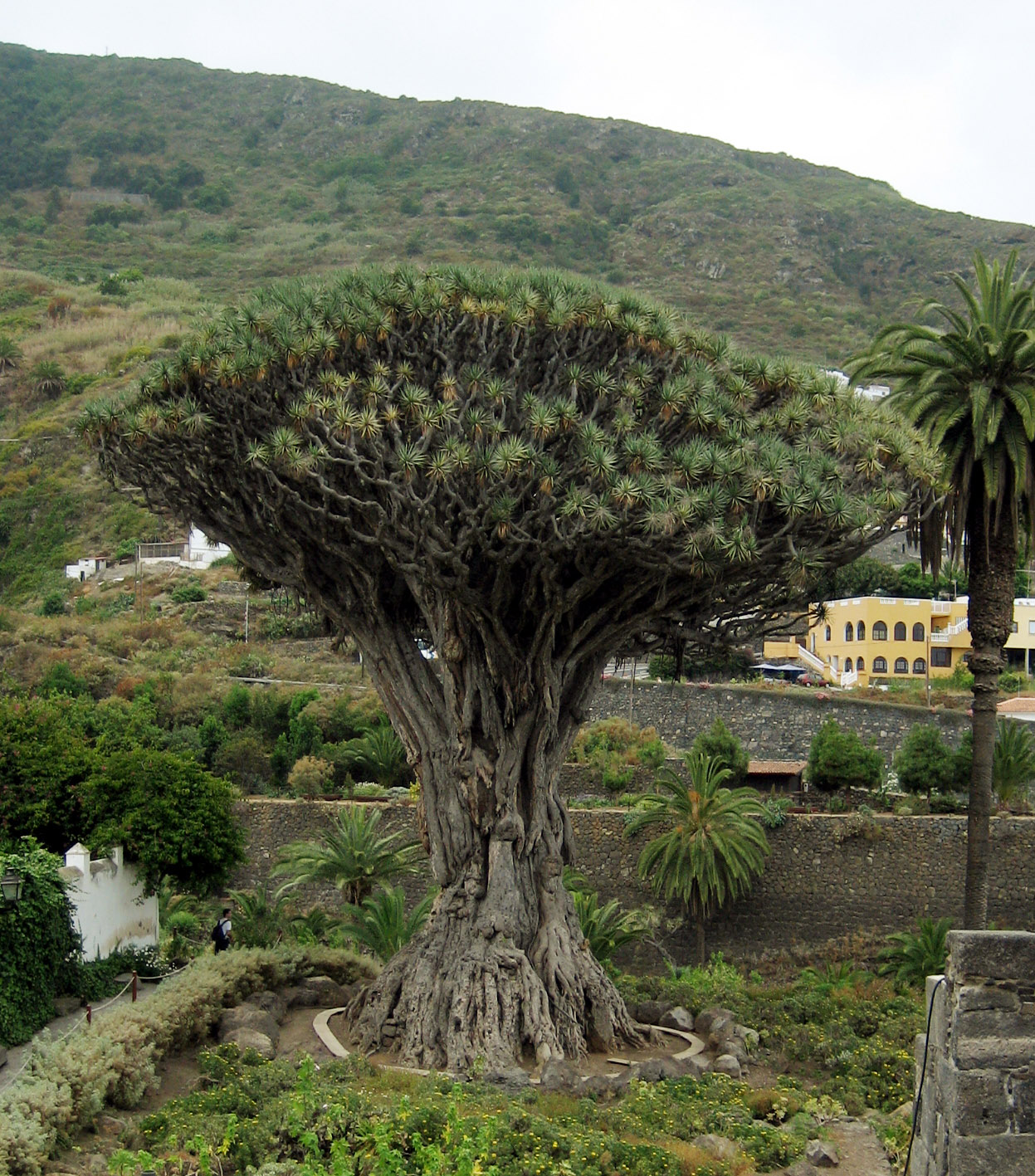
Dracaena draco

### Gastronomie
La gastronomie de Tenerife propose des recettes traditionnelles tout en appliquant de nouveaux mélanges de saveurs. Beaucoup de plats sont faits à base de poisson (la vieille, la dorade, le mérou et les sardines que l'on sert en court-bouillon en général). Pour accompagner les viandes et poissons, on sert très souvent des papas arrugadas qui sont des pommes de terre cuites servies avec la peau et très salées. Autres accompagnements : les mojos rouges ou verts qui sont des sauces à base de piment rouge ou à la feuille de coriandre. Également très consommé à Tenerife le gofio hérité des Guanches (anciens habitants de l'île). C'est un mélange de céréales grillées ou moulues avec de grosses pierres qui donne alors une farine. Cette farine traditionnelle est devenue le produit indispensable à toutes les recettes canariennes et notamment à ses potages traditionnels.
L'almogrote, produit à partir du fromage importé de l'île voisine de la Gomera, se trouve également partout sur les tables (en tapas, en apéritif...)
L'ile est également connue pour son activité d'apiculture qui produit différentes variétés de miel de Tenerife

## Personnalités liées à Tenerife

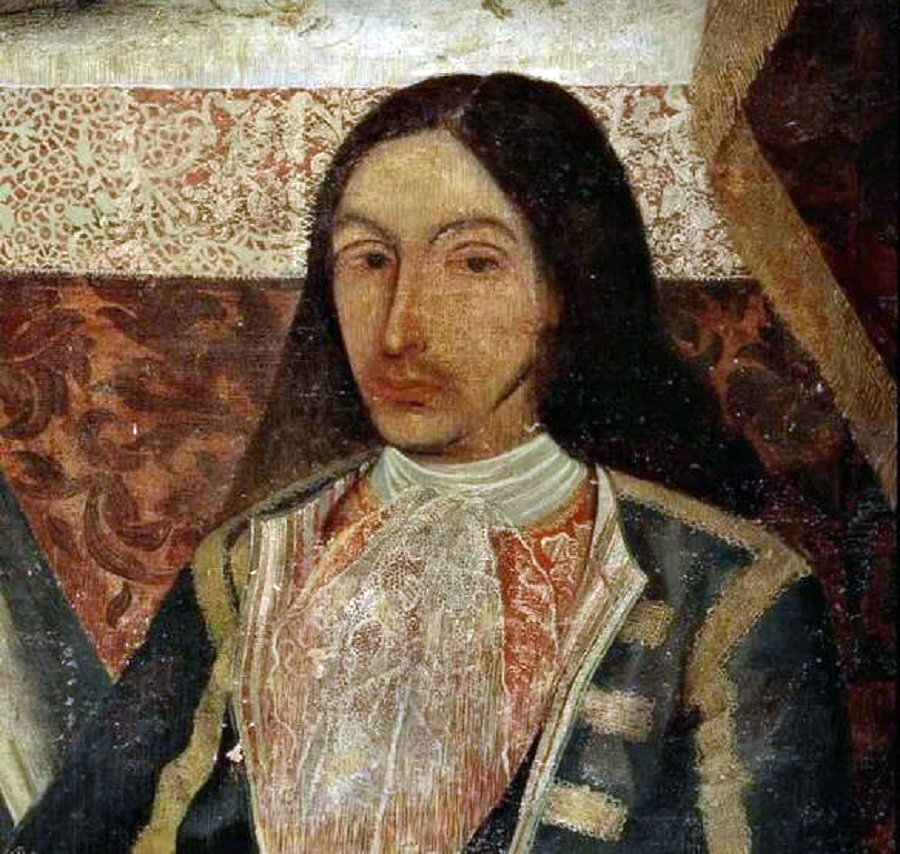
Amaro Pargo, corsaire né et mort à Tenerife.

- José de Anchieta (1534 à San Cristóbal de La Laguna - 1597), missionnaire jésuite au Brésil et saint.
- Pedro Gonzales (1537-1618), premier cas européen documenté d'hypertrichose (pilosité envahissante).
- Pedro de San José Betancur (1626 à Vilaflor - 1667), missionnaire catholique au Guatemala et premier saint de Tenerife et les Îles Canaries.
- Sœur Maria de Jesús de León Delgado (1643 à El Sauzal - 1731 à Laguna), religieuse catholique et mystique qui vécut au couvent de Santa Catalina à San Cristóbal de La Laguna.
- Amaro Pargo (1678-1747), corsaire espagnol, né et mort à Ténérife.
- Cristóbal Bencomo y Rodríguez (1758-1832), confesseur du roi Ferdinand VII d'Espagne et archevêque d'Héraclée.
- Fernando Estévez (1788-1854), grand représentant de l'art néo-classique dans les îles Canaries.
- Clotilde Cerdà i Bosch (1861-1926), musicienne, l'Esmeralda Cervantes de Victor Hugo, morte à Ténérife.
- Matilde Huici (1890-1965), avocate, inspectrice de l'enseignement durant sa carrière à Ténérife.
- María Lastenia del Pino Rodríguez (1900-1916), jeune adolescente morte prématurément de tuberculose qui a donné son nom au cimetière de Santa Lastenia de Santa Cruz de Tenerife;
- Óscar Domínguez (1906 à La Laguna - 1957), peintre surréaliste.
- François de Roubaix (1939-1975), compositeur français de musique de film, mort au large de l'île des suites d'un accident de plongée.
- Jan Baalsrud (1917-1988), fabricant d'arme puis résistant norvégien lors de la Seconde Guerre mondiale sous l'armée Anglaise.
- Ana Guerra (1994-), chanteuse, devenue célèbre pour sa participation à l'émission de télévision Operación Triunfo 2017.

## Tenerife dans la culture

### Littérature
- Inger-Maria Mahlke (1977-), Archipel (saga qui se déroule sur l'île de 1919 à 2015), Prix du livre allemand 2018
- Gérard Nazunov, Icod de los Vinos, Incomparable Tenerife aux îles Canaries
- Laurent Martin, Les Mystères de Tenerife
- Auteurs ténérifains : Agustín Espinosa, Domingo López Torres, Emeterio Gutiérrez Albelo, Mercedes Pinto, Isaac de Vega, Rafael Arozarena, Antonio Bermejo, Luis Feria, Félix Francisco Casanova, Manuel Padorno, Alfonso García-Ramos, Alberto Omar Walls, Luis Alemany, Juan Manuel García Ramos, Juan Cruz Ruiz, Sabas Martín...
- Essayistes ténérifains : Domingo Pérez Minik, María Rosa Alonso, Juan Manuel Trujillo...